# Stenus texanus
Stenus texanus är en skalbaggsart som beskrevs av Thomas Casey. Stenus texanus ingår i släktet Stenus och familjen kortvingar. Inga underarter finns listade i Catalogue of Life.